# Scepanotrocha impexa
Scepanotrocha impexa is een raderdiertjessoort uit de familie Habrotrochidae. De wetenschappelijke naam van deze soort is voor het eerst geldig gepubliceerd in 1962 door Donner.